# Ugh!
Ugh! es un videojuego arcade creado por Bones Park Software Artistic y publicado en 1992 por PlayByte para Amiga, Commodore 64 y DOS.
El juego es un clon de Space Taxi. El jugador controla a un cavernícola que, para impresionar a su compañera, vuela un helicóptero de la Edad de Piedra, llevando a pasajeros por dinero. El juego consta de 69 niveles, y además de evitar los obstáculos del terreno también hay que tener cuidado con los dinosaurios y archaeopteryx hostiles. El jugador puede encontrar una roca y un árbol que le sirven para restablecer la energía del helicóptero.
Ugh! fue distribuido como shareware a través de BBS y disquetes de revistas de videojuegos.
Dispone de un modo de dos jugadores, ya sea cooperativo o compitiendo por conseguir más puntos.